# 小野進也
小野 進也（おの しんや、1948年9月23日 - ）は、日本の俳優。東京都出身。身長175cm。立教大学経済学部中退。いむらプロ、MC企画（東京）に所属していた。

## 人物
1965年、文学座付属演劇研究所第5期生として芸能界入り。1966年、テレビドラマ『青春とはなんだ』（NTV）でデビュー。
『ガッツジュン』（TBS）や『コートにかける青春』（CX）のレギュラーを経て、1972年より放送された『ワイルド7』（NTV）の主人公・飛葉大陸役に抜擢され、バイクスタントにも果敢に挑み注目される。撮影中に足の指を3本切り落とす事故にも遭ったが「主役がケガで降板しては…」と、麻酔を射ちながら収録に臨んだという逸話の持ち主である。
刑事ドラマや時代劇などでアウトロー的な役柄を多く演じるが、NHK連続テレビ小説『わたしは海』ではヒロインの幼なじみ役を演じた。
2004年より小野 聖心（おの せいしん）の芸名で活動していたが、現在は再び本名に戻している。特技はボクシング。高校時代は歴史に興味があり、考古学の教師を目指していた。

## 出演

### テレビドラマ
- 青春とはなんだ 第24話「高校三年」（1966年、NTV）
- 鉄道公安36号 第190話「若いプラットホーム」（1967年、NET）
- 特別機動捜査隊（NET）
  - 第274話「ある煙突地帯」（1967年） - 尾瀬
  - 第277話「春の波紋」（1967年）
  - 第332話「東京の空の下」（1968年）
  - 第464話「玄海灘の夕焼け」（1970年） - 善麻呂
  - 第485話「蒸気機関車と女」（1971年）
  - 第502話「親なき子」（1971年）
  - 第563話「陽のあたる町」（1972年）-高木
- 七人の刑事 第2シリーズ 第299話「威嚇射撃」（1967年、TBS）
- 東京バイパス指令 第33話「死の罠」（1969年、NTV）
- 炎の青春 第5話「コブから出た真実」（1969年、NTV）
- 女殺し屋 花笠お竜 第24話「女が命を燃やすとき」（1970年、12ch）
- 柔道一直線 第49話「必殺馬上がえし!」（1970年、TBS） - 加藤勝
- ガッツジュン（1971年、TBS） - 川越守人
- コートにかける青春（1971年、CX） - 水島譲二
- 火曜日の女シリーズ 花は見ていた（1971年、NTV / ユニオン映画）
- レモンの天使 第16話「赤ちゃんに負けるな！」（1972年、フジテレビ/東宝） -ミチオ
- 大江戸捜査網（12ch）
  - 第73話「血煙代官屋敷」（1972年） - 栄吉
  - 第248話「緋牡丹に賭けた恋」（1976年） - 卯之吉
  - 第310話「遊女流転! 女義賊の謎」（1977年） - 清吉
  - 第401話「遊女が明かす連続爆破の謎」（1979年） - 平野数馬
- お祭り銀次捕物帳 第1話「出発の歌」（1972年、CX） - 利助
- ワイルド7（1972年 - 1973年、NTV） - 飛葉大陸 ※主演
- まごころ 第26話（最終回）（1973年、TBS） - 山上吾郎
- 太陽にほえろ!（NTV）
  - 第80話「女として刑事として」（1974年） - 中村浩司
  - 第119話「厳しさの蔭に」（1974年） - 高岡雄一
  - 第197話「ペスト」（1976年） - 阿部和也
  - 第504話「バイオレンス」（1982年） - 加納次保
  - 第519話「岩城刑事ロッキーにて殉職」、第520話「野崎刑事カナダにて最後の激走」（1982年） - 杜丘忠彦
  - 第621話「決闘」（1984年） - 芹沢康男
  - 第708話「撃て! 愛を」（1986年） - 前島昇
- アイフル大作戦 第48話「パトカーのガソリン盗難事件」（1974年、TBS）
- 特捜記者→特捜記者 犯罪を追え（1974年、KTV） - 早瀬三郎
- プレイガールQ （12ch） 
  - 第4話「エデンの熟れた果実」（1974年） - 英夫
  - 第43話「ハイティーン裸の暴走族」（1975年） - 沢井武彦
- 電撃!! ストラダ5（1974年、NET） - 宝木正（ルナ）
- 闘え!ドラゴン 第23話「挑戦! ハリケーン空手!!」（1974年、12ch） - ケン
- おんな浮世絵・紅之介参る! 第17話「恐怖の暗殺集団」（1975年、NTV）
- 乾杯! レモンちゃん（1975年、KTV） - 西川達也
- 俺たちの勲章 第12話「海を撃った日」（1975年、NTV） - 矢野博
- Gメン'75（TBS）
  - 第11話「ピストル市場」（1975年） - 時岡健治
  - 第36話「女刑事を襲った男」（1976年） - 堀内武
  - 第57話「刑法第十一条・絞首刑 その後…」（1976年） - 本間修平
  - 第70話「ルンペン・銀行襲撃事件」（1976年） - 有坂
  - 第85話「'77元旦 デカ部屋ぶっ飛ぶ!」（1977年） - 里村弘
  - 第191話「女子大寮の裏窓」（1979年） - 大庭俊治
- はぐれ刑事 第5話「偽証」（1975年、NTV） - 川端ノリオ
- 遠山の金さん（NET→ANB）※杉良太郎版
  - 第1シリーズ
    - 第28話「折鶴の謎を追え!!」（1976年）
    - 第76話「誘拐身代二千両」（1977年） - 宗之助

  - 第2シリーズ 第27話「裏切り」（1979年） - 宇三郎
- 銀河テレビ小説（NHK）
  - ある日鳥のように（1976年） - 二郎
  - ときめき・ああ青函連絡船（1986年）
- 夫婦旅日記 さらば浪人 第23話「恋飛脚」（1976年、CX）
- 俺たちの朝 第10話「別離とイヤリングと友達の女」（1976年、NTV） - 矢沢徹
- 破れ傘刀舟悪人狩り 第118話「天女のような女」（1976年、NET） - 文治
- 気まぐれ天使（1976年 - 1977年、NTV） - 鈴木
- 大都会シリーズ（NTV）
  - 大都会 PARTII 第20話「狙われる」（1977年） - 中西刑事
  - 大都会 PARTIII 第41話「アメリカン・ポリス」（1979年） - 矢野
- この世の花（1977年、YTV）
- ご存知!女ねずみ小僧 第12話「口笛が帰ってきた」（1977年、CX） - 弥吉
- おおヒバリ!（1977年、TBS） - 三島卓也
- ポーラテレビ小説 / 文子とはつ（1977年 - 1978年、TBS） - 滋三
- 江戸の渦潮 第4話「断崖に立つ男」（1978年、CX） - 三吉
- 大空港 第6話「紙一重の青春」（1978年、CX） - 堀井健一
- 連続テレビ小説 / わたしは海（1978年 - 1979年、NHK） - 川村麻吉
- 江戸の旋風シリーズ（CX）
  - 同心部屋御用帳 江戸の旋風IV 第24話「兄ちゃんがくれた風車」（1979年） - 鶴次郎
  - 同心部屋御用帳 新・江戸の旋風 第9話「女郎蜘蛛の罠」（1980年） - 新助
- 平岩弓枝ドラマシリーズ / 日本のおんなシリーズI 夕顔の女（1979年、CX）
- 新五捕物帳 第65話「あした幸せなら」（1979年、NTV） - 伊之助
- 重役秘書（1979年、YTV） - 卓也
- 必殺シリーズ（ABC）
  - 必殺仕事人 第9話「蛍火は地獄への案内か?」（1979年） - 喜市郎
  - 新・必殺仕事人（1981年）
    - 第4話「主水寝言に奮う」 - 常松
    - 第17話「主水心中にせんりつする」 - 浪人 井上

  - 必殺仕事人V 第2話「主水、混浴する」（1985年） - 藤七
- 新・座頭市 第3シリーズ 第18話「犬と道連れ」（1979年、CX）
- 銭形平次（CX） ※大川橋蔵版
  - 第678話「ドジな野郎の命がけ」 （1979年） - 仙吉
  - 第830話「みちのく御用旅」（1982年）
  - 第879話「恐怖の宿」（1984年） - 新太郎
- ドラマ人間模様 / 詐欺師（1980年、NHK） - 宮地剛
- 大捜査線 第2話「男たちの挽歌」（1980年、CX） - 辺見
- そば屋梅吉捕物帳 第16話「浅間の煙よ男の命」（1980年、12ch） - 原田秀之進
- われら行動派! 第16話「街はピンクの春がすみ」（1980年、CX）
- ザ・スーパーガール 第48話「夜が憎い 黒い罠にかかったOL」（1980年、12ch）
- 噂の刑事トミーとマツ 第1シリーズ 第41話「俺はハードボイルドだど!」（1980年、TBS） - 綾小路
- 江戸の朝焼け 第27話「宿命の父と子」（1980年、CX） - 浅造
- 土曜ワイド劇場（ANB）
  - 恐怖の人喰い鱶 鱶女（1980年）
  - 息子の心が見えない ガソリンスタンド殺人事件（1982年）
  - 女49歳の決算 オレの部屋に恋人の死体が…（1983年）
  - 京都化野殺人事件 嵯峨念仏寺のめぐり会い（1987年）
  - 京都島原殺人事件 女性レポーターの観光案内（1990年） - 上草二郎
- ライオン奥様劇場（CX）
  - 妻の再婚（1980年） - 政和
  - 哀愁美容室（1981年） - 式場京介
- 走れ!熱血刑事 第11話「転落のヒーロー」（1981年、ANB） - カワイ
- 木曜ゴールデンドラマ / 北アルプス脱獄誘拐事件 回帰線に吼ゆ（1981年、YTV）
- 暴れん坊将軍（ANB）
  - 吉宗評判記 暴れん坊将軍
    - 第181話「絵筆に誓った兄弟仁義」（1981年） - 井深栄次郎
    - 第203話「雪崩に消えた恋の花」（1982年） - 房吉（沼田房之進）

  - 暴れん坊将軍II
    - 第2話「紅蓮の炎に鬼を見た」（1983年） - 六助
    - 第49話「血涙! 享保の巌窟王」（1984年） - 瀬川政之丞
    - 第67話「男ひでりの花嫁修業!」（1984年） - 三次
    - 第106話「偽りの恋、七年目の仇討ち!」（1985年） - 鏑木小十郎
    - 第126話「吉宗狙撃！消えたお庭番」（1985年） - 藤八
    - 第137話「輝け! 初春の忍び恋」（1986年） - 佐太郎

  - 暴れん坊将軍III
    - 第10話「逆転! 必死の王手飛車取り」（1988年） - 喜助
    - 第55話「菊乱れる非情の剣」（1989年） - 音次郎
    - 第73話「さらば! 愛しき人よ」（1988年） - 矢吹兵馬
    - 第106話「激闘! 大阪城、吉宗に挑む豊臣一族!」（1990年） - 桐屋伊平

  - 暴れん坊将軍IV
    - 第35話「才三覚悟! 黒髪の刺客」（1991年） - 雲井玄太郎
    - 第69話「陰謀あばいた饅頭姫!」（1992年） - 堀景綱

  - 暴れん坊将軍V 第21話「毒牙を隠した花嫁」（1993年） - 香月左門
- 気になる天使たち 第12話「結婚して下さい!」（1981年、CX） - 谷川
- 江戸の用心棒 第8話「梶川の姪」（1981年、CX） - 石黒重乃丞
- 松平右近事件帳 第19話「生きていた夫」（1982年、NTV） - 庄二郎
- 鬼平犯科帳 第3シリーズ 第17話「土蜘蛛の金五郎」（1982年、ANB / 東宝） - 小之次
- 暁に斬る! 第20話「甘き女体の罠」（1983年、KTV） - 高杉進三郎
- 遠山の金さん 第1シリーズ（ANB）高橋英樹版
  - 第49話「大逆転! 泥棒になった遠山桜」（1983年） - 石川竜斉
  - 第110話「花の単身赴任・夢追い美女がかけた罠!」（1984年）
- 西部警察 PART-III 第21話「PM3・消えた1億円」（1983年、ANB） - 相模
- ザ・ハングマンシリーズ（ABC）
  - 新ハングマン 第5話「清純派女優を汚す敏腕プロデューサー」（1983年） - 幸田マネージャー
  - ザ・ハングマンV 第26話「アベック強盗が海外逃亡を夢みた!」（1986年） - 山口
- 水戸黄門（TBS）
  - 第14部
    - 第9話「悪を蹴散らす南部駒 -八戸-」（1983年） - 五郎太
    - 第33話「じゃじゃ馬娘の婿選び -姫路-」（1984年） - 犬川周之助

  - 第15部（1985年）
    - 第19話「父娘救った主君の鎧 -備中松山-」 - 京極直常
    - 第29話「宿場救った孤独の十手 -中津川-」 - 落合源八郎

  - 第16部 第5話「花嫁は免許皆伝 -藤枝-」（1986年） - 立花左吉郎
  - 第17部 第6話「悲願仇討ち傘女房 -岐阜-」（1987年） - 戸沢源四郎
  - 第18部 第31話「邪剣砕いた献上刀 -鎌倉-」（1989年） - 浅井仙之助
  - 第22部 第36話「花のお江戸の大掃除 -江戸-」（1994年） - 粂七
  - 第26部 第23話「京の都に恋の花 -京都-」（1998年） - 前島軍兵衛
  - 第27部 第10話「父子つないだ献上漆椀 -浄法寺-」（1999年） - 綿貫源三郎
- 大奥 第43話「愛と哀しみの聖母」（1984年、KTV） - 田沢秀保
- 流れ星佐吉 第7話「刺青をした大姐御」（1984年、KTV）
- 影の軍団IV 第26話「消えた十三人の水夫」（1985年、KTV） - 重蔵
- 赤かぶ検事奮戦記IV 第10話「浴室の影」（1986年、ABC）
- 妻そして女シリーズ / 旅路ふたり（1986年、MBS） - 博史
- 誇りの報酬 第44話「横浜ラブ・ストーリー」（1986年、NTV） - 赤坂ミノル
- 木曜ドラマストリート / 展望車殺人事件（1986年、CX）
- 部長刑事 第1453話「復讐する男」（1986年、ABC）
- ドラマ女の手記 / 悪妻物語（1987年、TX）
- 銭形平次 第13話「春の雪」（1987年、NTV） ※風間杜夫版
- 江戸を斬るVII 第8話「邪剣断った白頭巾」（1987年、TBS） - 本多軍之助
- 傑作時代劇（ANB）
  - 五瓣の椿 復讐編 焼死体をすり替えた謎の美女（1987年）
  - 五瓣の椿 完結編 白い肌に秘めた復讐の簪（1987年）
  - 怪談! 妲妃のお百 海坊主の怨霊に憑かれた女（1987年） - 七兵衛
- 水曜ドラマスペシャル / 遺言を頼まれた女（1987年、TBS）
- 桃色学園都市宣言!! / 抜弁天女学館（1987年 - 1988年） - 小野先生
- 長七郎江戸日記 第2シリーズ SP-1 「千姫有情・母ありき」（1988年、NTV） - 為三
- 仮面ライダーBLACK 第25話「爆走する武装メカ」（1988年、MBS） - 江上卓也
- 名奉行 遠山の金さん 第1シリーズ 第9話「正当防衛の男?」（1988年、ANB） - 相沢頼母
- 大岡越前（TBS）
  - 第10部 第9話「見破った偽の証拠」（1988年） - 利助
  - 第13部 第20話「過去を消していた女」（1993年） - 巳之助
- 八百八町夢日記 第1シリーズ 第2話「命を賭けて」（1989年、NTV） - 千太郎
- DRAMADAS / 散歩する霊柩車（1990年、KTV）
- 鬼平犯科帳 第2シリーズ 第12話「雨乞い庄右衛門」（1991年、CX） - 神楽の市之助
- 女無宿人 半身のお紺 第3話「お紺まいります」（1991年、TX） - 井上彦兵衛
- 特救指令ソルブレイン 第1話「東京上空SOS」（1991年、ANB） - 稲垣博士
- 火曜サスペンス劇場（NTV）
  - 再婚する女（1991年）
  - フルムーン旅情ミステリー 第7作「冬の風鈴」（1993年）
- 木曜ドラマ / 七人の女弁護士 第2シリーズ 第4話「不倫殺人! ラブホテルで覗かれた人妻の秘密…」（1991年、ANB） - 今野豊樹
- 大河ドラマ（NHK）
  - 信長 KING OF ZIPANGU 第43話「家康の悲劇」（1992年） - 平岩親吉
  - 炎立つ（1993年） - 土肥実平
- 喧嘩屋右近 第1シリーズ 第10話「乗っ取り」（1992年、TX）
- 夜に抱かれて（1994年、NTV）
- 御家人斬九郎 第2シリーズ 第5話「雲隠れ」（1997年、CX）
- 金曜エンタテイメント / ナースな探偵 第1作「お騒がせ美人ナース3人組を襲う連続殺人鬼!!」（1997年、CX） - 大島慶一
- ケータイ刑事 銭形愛 第20話「聴くと必ず死ぬレコード ?呪いの賛美歌殺人事件?」（2003年、BS-i） - 大澤征二（音楽評論家）
- 女と愛とミステリー / 西村京太郎トラベルサスペンス 寝台特急八分間停車〜3時39分京都駅に仕掛けられた卑劣なワナ!（2004年、TX）- 森刑事 ※小野聖心名義

### 映画
- 非情学園ワル 教師狩り（1973年、東映） - 武見順平
- 地獄の天使 紅い爆音（1977年、東映） - 貢
- 犬神の悪霊（1977年、東映） - 西岡
- 復讐するは我にあり（1979年、松竹） - 主計中尉
- 兎の眼（1979年、共同映画） - 折橋先生
- はだしのゲン PART3 ヒロシマのたたかい（1980年、現代ぷろだくしょん） - 熊井少尉
- ダイアモンドは傷つかない（1982年、東映） - 家具屋店員
- ファイナルファイト 最後の一撃（1989年、東映） - 日向良一
- 說謊的女人（1989年、ゴールデン・ハーベスト） ※香港映画
- ブルドッグ（1992年、アルバトロス） - アニマル
- 築城せよ!（2009年、東京テアトル） - 大工 村野
- 陽光桜 -YOKO THE CHERRY BLOSSOM-（2015年）

### Vシネマ
- 東京NEO魔悲夜（2008年） - バーテンダー
- 野望への挑戦（2009年、GPミュージアム）全3作 - 五代目藤堂組舎弟頭 柳生組組長 柳生一成
- 裏盃の軍団（2010年、GPミュージアム）全3作 - 三代目山辰組若頭 服部組組長 服部烈
- 新・日本暴力地帯 第二章（2010年、オールインエンタテインメント） - 宮川組組長 宮川文蔵

### 舞台
- 真夜中のパーティ（1976年、三百人劇場）
- お気に召すままお芝居を（1990年）

### その他のテレビ番組
- 連想ゲーム（NHK）
- 霊感ヤマカン第六感（1980年、ABC） - 解答者 ※準レギュラー
- しんじゅくバラエティ座（2014年 - 、ムーパルTV） - MC ※ネット向け番組
- クイズ!脳ベルSHOW

### ラジオドラマ
- 愛と誠（1974年、ニッポン放送） - 城山